# Elthusa sacciger
Elthusa sacciger là một loài chân đều trong họ Cymothoidae. Loài này được Richardson miêu tả khoa học năm 1909.